# Claude Sandoz
Claude Sandoz (* 14. März 1946 in Zürich) ist ein Schweizer Maler und Grafiker.

## Leben
Claude Sandoz verbrachte seine Kindheit in Zürich. Von 1963 bis 1976 lebte er in Bern. Von 1964 bis 1966 besuchte er die Kunstgewerbeschulen Bern. Seit 1966 arbeitet er als freischaffender Künstler. Nach Aufenthalten in Rom (1969–1970 Istituto Svizzero) und Amsterdam (1972 Stipendium des holländischen Staates) zog er 1976 nach Kriens um. Er hatte einen Lehrauftrag an der Ecole supérieure d’art visuel in Genf inne. Ab 1984 lebte er in Luzern, seit 1997 halbjährlich in Luzern und in Soufrière, im karibischen Inselstaat St. Lucia. Von 1993 bis 2000 war er Mitglied der Eidgenössischen Kunstkommission. Von 1977 bis 1984 war er Herausgeber der Zeitschrift Der Blaue Berg.
Sandoz heiratete 1967 Madeline Winkler, mit der er zwei Söhne hat.

## Malerei
Claude Sandoz arbeitet meist in Werkgruppen. In seiner unverwechselbaren Bildsprache verwebt er Alltägliches mit Exotischem. Figuratives verbindet er mit Ornamentalem zu einer phantastischen Figuration von grosser, visueller Dichte und starker Farbigkeit. Neben Aquarellzyklen entstanden Malereien auf Seide und in den 70er Jahren Gemeinschaftsarbeiten mit HR Giger und Walter Wegmüller.

## Auszeichnungen
- Eidgenössisches Kunststipendium 1967, 1968, 1969
- Kiefer-Hablitzel-Stipendium 1967, 1968
- Louise Aeschlimann-Stipendium 1967, 1975
- Kunststipendium der Stadt Zürich 1972, 1974
- Presse-Preis der Stadt Luzern 1980
- Nordmann-Kunstpreis 1983
- Prix Meret Oppenheim 2003

## Werke in öffentlichen Sammlungen
- Aargauer Kunsthaus, Aarau
- Kunstmuseum Bern
- Bündner Kunstmuseum, Chur
- Kunstmuseum Luzern
- Union de Banques Suisses, Monthey
- Bergstation, Pilatus
- Museum zu Allerheiligen, Schaffhausen
- Kunstmuseum Solothurn
- Kantonsschule Sursee
- Graphische Sammlung ETH Zürich.

## Ausstellungen (Auswahl)
- 1985: Kloster St. Katharinen, St. Gallen: Claude Sandoz – Das zerstückelte Zimmer
- 1994: Bündner Kunstmuseum, Chur: Claude Sandoz – Ornamente des Alltags
- 1996: Museum zu Allerheiligen, Schaffhausen: Claude Sandoz – Ornamente des Alltags
- 1999: Kunstmuseum Thun, Thun: Konnex Kairo (zusammen mit Stefan Haenni, Not Vital, Pierre Keller, Eva Haas u. a.)
- 2001: Kunsthaus Pasquart, Biel: Claude Sandoz – Dancing Flowers and Future Lights
- 2018: Instituto Svizzero Roma, Sede di Milano: Claude Sandoz, Mister Sun and Missis Moon